# О’Рейли, Падди (футболист)
Падди О’Рейли (англ. Paddy O’Reilly; 1898, Дублин, Ирландия — 24 сентября 1974, там же) — ирландский футболист, вратарь.
На клубном уровне выступал за клуб «Атлон Таун», с которым взял Кубок Ирландии в 1924 году. По итогам триумфального сезона стал одним из пяти игроков «Атлона», включенных в заявку национальной сборной на VIII Летние Олимпийские игры. Кроме О’Рейли, в Париж поехали Томми Малдун, Фрэнк Гент, Джон Джо Дайкс и Динни Хэннон.
В официальном отчёте числился одним из двух вратарей команды — вторым был Томми Онжье. Но голкипер «Сент-Джеймс Гейт» не поехал в Париж, поэтому О’Рейли был де-факто единственным вратарём сборной на турнире. На самой Олимпиаде отыграл все два возможных матча турнира: со сборной Болгарии во втором раунде, сохранив свои ворота «сухими», и со сборной Нидерландов в четвертьфинале, пропустив два мяча. Также во время проведения Олимпиады появился на поле в товарищеском матче со сборной Эстонии. Матч был организован и назначен на 3 июня, так как обе сборные уже выбыли из турнира. В матче пропустил один гол, который забил Оскар Юпраус.

## Достижения

### Клубные

#### «Атлон Таун»
- Обладатель Кубка Ирландии: 1924

### В сборной
- Олимпиада 1924 года: 1/4 финала

## Внешние ссылки
- Профиль игрока на сайте Olympedia